# بخش د مونت
بخش د مونت (به اسپانیایی: Partido de Monte) یک منطقهٔ مسکونی در آرژانتین است که در استان بوئنوس آیرس واقع شده‌است. بخش د مونت ۱٬۸۴۷ کیلومتر مربع مساحت و ۱۷٬۴۸۸ نفر جمعیت دارد.